# Schiffssetzungen von Böckersboda

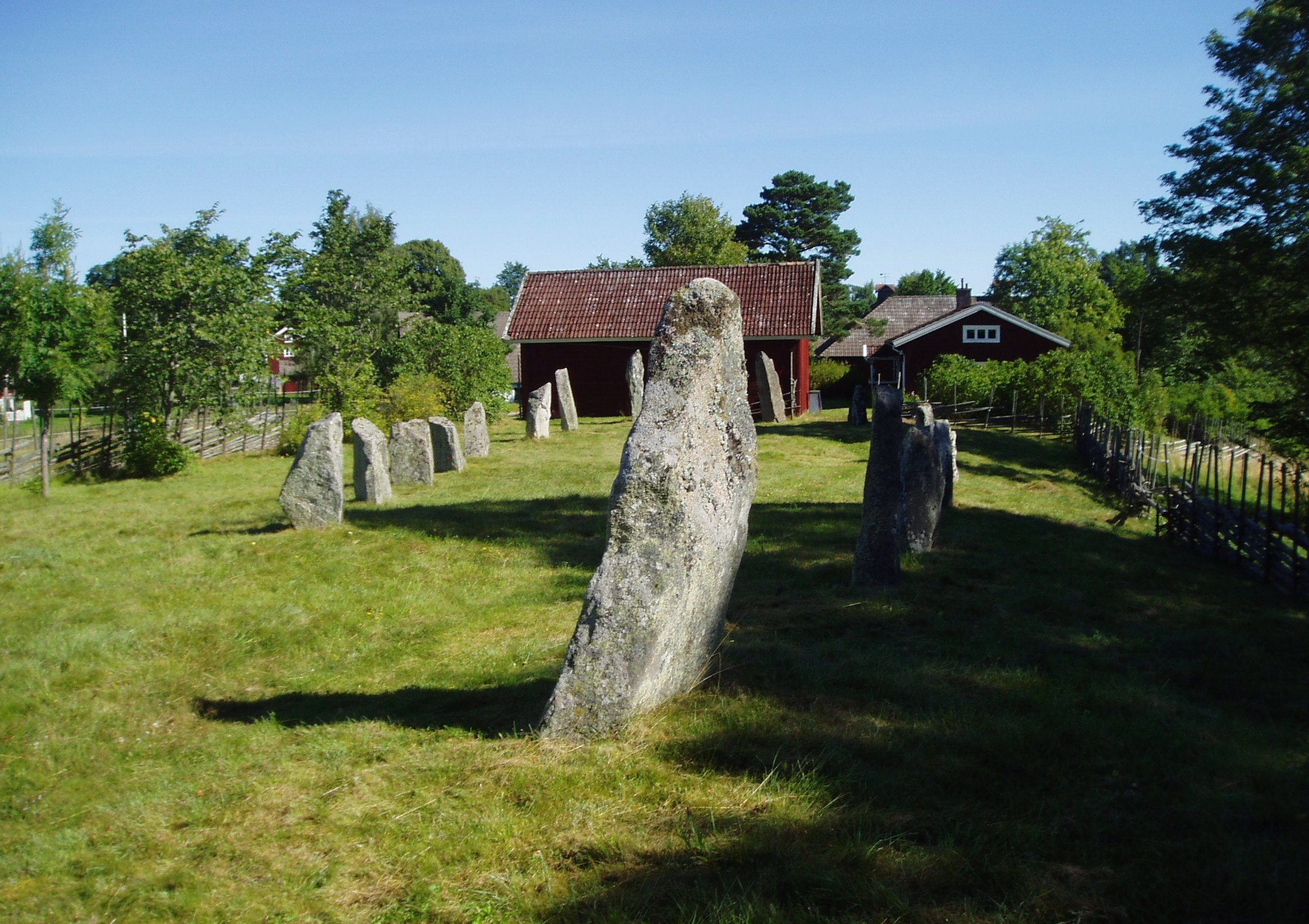
Die größere Schiffssetzung von Böckersboda

Die Schiffssetzungen von Böckersboda (schwedisch Böckersboda Skeppssättning), auch als Lyrestad 21:1 und Lyrestad 21:2 bezeichnet, liegen im Dorf Böckersboda auf einem Bergrücken an einer alten Straße in der schwedischen Provinz Västra Götalands län.
Die Gruppe besteht aus zwei benachbarten Schiffssetzungen, die in die Eisenzeit um 400 bis 550 n. Chr. datiert wurden. Die größere hat 16 Menhire und misst etwa 30,0 × 8,0 Meter. Die kleinere hat sieben Steine und misst etwa 17,0 × 8,0 Meter. Die Schiffe wurden im Jahr 1950 ausgegraben und restauriert. Beide enthielten zentrale Brandgräber. Sie enthielten Asche, Holzkohle, Knochen, Spielsteine aus Knochen und Fragmente eines Kammes aus Horn.